# Ostrava-Stodolní
Ostrava-Stodolní – przystanek kolejowy w rejonie stacji Ostrava hlavní nádraží w Ostrawie, w kraju morawsko-śląskim, w Czechach. Znajduje się na wysokości 206 m n.p.m.
Znajduje się na linii kolejowej nr 323. Wybudowany podczas elektryfikacji i modernizacji tego fragmentu linii i uruchomiony 9 grudnia 2007 wpierw pod nazwą Ostrava centrum, a od 2008 Ostrava-Stodolní. Przystanek osobowy służy głównie pasażerom przyjeżdżającym do centrum miasta oraz weekendowym turystom odwiedzającym ulicę Stodolní, znaną z pokaźnej ilości pubów, barów i dyskotek.
Na przystanek składa się jeden zadaszony peron ulokowany wyspowo. Na peronie znajduje się kasa biletowa, winda dla niepełnosprawnych. Połączenie z miastem zapewnia przejście podziemne.